# Tyrolské elegie
Tyrolské elegie je báseň Karla Havlíčka Borovského, která vznikla v době jeho internace v Brixenu. Jedná se o ostrou, útočnou satiru na rakouskou vládu a státní policii. Rukopis byl dokončen roku 1852, časopisecky pak dílo vyšlo v roce 1861.

## Obsah

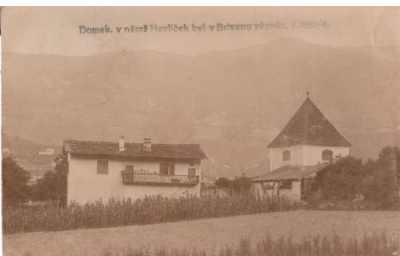
Brixenský dům, kde Havlíček pobýval v letech 1851–1855

Skladba je výrazně autobiografická, má 9 zpěvů. Vypráví o Havlíčkově zatčení a jeho následné deportaci do Brixenu. Promlouvá k měsíci, ten ale vlastně zastupuje jeho vlastní pocity, protože on sám se cítí osamocen, odříznut od domova, a přitom chce Čechům říct, co se stalo a proč. Zároveň zesměšňuje zaostalý státní aparát Rakouska a svazující nadvládu cizího národa, kterému navíc vládne despotický Bach, který vládou teroru za pomoci vojáků a tajné policie drží zkrátka ostatní národy v Rakouské monarchii. Havlíček kritizuje i církev za její zaostalost a pomáhání vladaři.
Popisuje svoji cestu od příchodu policistů, loučení s rodinou, přes jízdu okolo rodné Borové po loučení s vlastí. Vlastně ani nevěděl, kam jede a jestli se vůbec někdy vrátí. Po cestě v Rakousku v noci na horské cestě se vozu splašili koně a kočí zmizel, policajti vyskákali hned ven, strachy celí bez sebe. Havlíček však zůstal ve voze a dojel až do města. Nakonec dojeli do Brixenu a Havlíčkovi se začínala vytrácet naděje na návrat.

## Česká vydání
Na Tyrolských elegiích začal Karel Havlíček pracovat v Brixenu roku 1852. Poprvé vyšly až posmrtně v časopise Čas v prosinci 1860 až únoru 1861 a v Obrazech života v červnu 1861.
Skladba od té doby vyšla česky knižně téměř v padesáti vydáních, poprvé roku 1870 nákladem Svatoboru v 1. díle Havlíčkových spisů. Nejčastěji vycházely s ilustracemi Mikoláše Alše (poprvé 1883), ilustrovali je i další výtvarníci, např. Josef Lada (poprvé 1947).

## Zajímavost (první překlad)
Již v srpnu 1861 informoval časopis Lumír o tom, že Tyrolské elegie vyšly v Záhřebu v chorvatštině, pod názvem Tragi-komični putopis Dragutina Havlíčka.

## Úryvek
Ach ty světe, obrácený světe!
Vzhůru nohama ve škarpě leží stráž,
ale s panem delikventem samým kluše ekypáž!

Ach ty vládo, převrácená vládo! 
Národy na šňůrce vodit chceš,
ale čtyrmi koňmi na opratích
vládnout nemůžeš!

## Dílo online
- BOROVSKÝ, Karel Havlíček. Tyrolské elegie. Praha: Hofbauer, 1904. Dostupné online. Digitalizovaná podoba vydání z roku 1904.
- BOROVSKÝ, Karel Havlíček. Tyrolské elegie. Ilustrace Karel Stroff. Bystřice pod Hostýnem: K. Svoboda, 1914. Dostupné online. Digitalizovaná podoba vydání z roku 1914.
- BOROVSKÝ, Karel Havlíček. Tyrolské elegie. Praha: Městská knihovna v Praze, 2011. Dostupné online. Elektronické vydání textu (e-kniha).